# 艾惕思
艾惕思爵士，KCMG[?]（1914年6月11日—1983年7月31日），一作艾迭思，英國外交官、「中國通」和古玩收藏家，1960年至1962年任英國駐老撾大使、1963年至1970年任英國駐菲律賓大使、1972年1月出任英國駐中華人民共和國代辦，同年3月隨中英兩國正式建立大使級外交關係而出任首任英國駐中華人民共和國大使，至1974年退休。艾惕思熱愛中國文化，尤愛收藏明代青花瓷等中式古代瓷器。
艾惕思1938年加入外交部，第二次世界大戰期間先後派駐地中海、北非和西非等地，戰後初年曾任工黨首相艾德禮的助理私人秘書。他在20世紀四、五十年代曾獲兩度派往中國，後期擔任過駐華代辦處參贊兼總領事，兩次在華經歷加深他對中國的認識，使他成為外交部內的中國專家。
1960年，艾惕思奉派老撾出任大使，當時印度支那地區成為冷戰格局下資本主義和共產主義陣營的角力場，北越和南越除了在1955年起全面爆發越戰以外，接壤越南的老撾也自1953年起持續爆發由該國共產主義組織巴特寮向老撾王國發動的老撾內戰。艾惕思在老撾任內代表英國聯同美國和法國等國，促成當地在1962年籌組聯合左、中、右三派的三方聯合政府，試圖以中立力量穩定該國局勢。可是，艾惕思同年卸任後，聯合政府很快就因為內部矛盾出現不和，內戰旋於翌年重燃。此後，艾惕思於1963年出任駐菲律賓大使，一任七年，到1970年調回英國。
艾惕思的仕途原本載浮載沉，但隨著中英關係改善，兩國達成協議在1972年3月建立大使級關係，這使他在1972年1月得以第三度調往中國，出任英國駐華代辦，以候任大使一職。同年3月，他終於如願以償，成為1949年中共建政後英國首任駐華大使。任內，他促進中英雙方的官方和文化交流，兩國除了在1973年1月和3月分別互派龐大的貿易代表團訪問對方外，時任中國外交部部長姬鵬飛也繼英國外相何謨爵士在1972年10月訪華以後，於1973年6月出訪英國。針對香港前途問題，他見證英方未有行使否決權，讓中方要求把香港剔出聯合國殖民地名單的建議在1972年11月獲聯合國大會通過，意味兩國就香港問題達成了一定的默契。
1974年退休後，艾惕思把主要時間專注於中國古代陶瓷。事實上，早於20世紀四、五十年代在華任職期間，他已經開始收藏和研究中國古代陶瓷，並結識陳萬里和馮先銘等中國古代陶瓷權威。自五十年代開始，他還在英國的《東方陶瓷學會學報》發表多篇有關中國古代陶瓷的學術文章。退休以後，艾惕思多次以私人身份到訪中國，考察景德鎮、德化縣、泉州市和廈門等地的窯址和考古場地，並在當地與劉新園等不同的中國古代陶瓷學者展開交流。艾惕思退休後曾任東方陶瓷學會會長，而且是牛津大學沃弗森學院院士和大英博物館信託人，他生前於1975年把22件具高度藝術價值的明代景德鎮青花瓷捐贈予大英博物館，身後更把遺下的中國古代陶瓷藏品盡數捐給該館。

## 生平

### 早年生涯
艾惕思為蘇格蘭人，1914年6月11日生於英國倫敦，他的父親查爾斯·艾迪斯爵士（Sir Charles Addis，1861年－1945年）是銀行家，早年加入香港上海匯豐銀行，長年於遠東工作，後來返回英國歷任匯豐銀行高級經理和倫敦委員會主席等職；母親伊芭·麥基薩克（Eba McIsaac）是蘇格蘭小鎮索爾特科茨（Saltcoats）市長詹姆士·麥基薩克（James McIsaac）的女兒。艾惕思的父母共育有六子七女，他是家中第五子，在十三名兄弟姊妹中排行第十二；其中，他的三哥威廉·艾迪斯爵士（Sir William Addis，1901年－1978年）為殖民地官員，曾任塞舌爾群島總督；另外四姊羅比娜·艾迪斯（Robina Addis，1900年－1986年）是英國第一代精神科社會工作者。艾惕思1928年至1932年入讀拉格比公學，1933年升讀牛津大學基督教堂學院，主修西洋古典學，到1936年畢業，期間曾經是哲學家A·J·艾耶爾的學生。他在拉格比和牛津的學業成績同樣傑出，並屢獲獎學金。

### 外交生涯

#### 在華經歷
大學畢業後兩年，艾惕思於1938年10月以三等秘書身份獲外交部聘用；第二次世界大戰期間，他於1940年12月出任外交部常務次官賈德幹爵士的助理私人秘書，其後於1942年8月調派到盟軍地中海總部任職，受時任英國駐地中海欽差麥美倫差遣擔任民事聯絡官。在地中海初期，艾惕思主要在北非阿爾及爾工作，期間於1943年10月獲擢升為二等秘書。其後，他在1944年7月調到意大利，復於同年9月調往法國巴黎。隨著大戰步入尾聲，他於1944年12月調返倫敦外交本部，直到大戰結束為止。戰後，他於1945年10月被借調到財政部，於唐寧街10號首相府出任時任工黨首相艾德禮的其中一名助理私人秘書，一任接近兩年。
1947年8月，艾惕思重返外交部升任一等秘書，並跟隨父親的足印前往遠東，於同年11月調到中國南京任職於英國駐華大使館，當時正值第二次國共內戰，中國大陸局勢動盪不穩，最終以1949年國民黨退守台灣、中國共產黨在同年10月成立中華人民共和國告終。中共建政之初，中英關係前景未明，及至1950年1月，時任英國外交大臣貝文率先宣佈承認中國共產黨政權，中共與英國雙方才建立起非正式的外交關係，而艾惕思也在同年2月跟隨英方外交人員遷到北京辦公。可是，當英國在同年7月出兵支援聯合國軍和美軍參與韓戰，導致中英關係陷入低潮後，他於1951年6月被調返英國倫敦，出任外交部中國及韓國司助理，負責分析冷戰下的兩地局勢。

艾惕思在1954年4月至7月擔任日內瓦會議英國代表團團員

1954年4月至7月，西方資本主義陣營與蘇聯和中國等共產主義國家在瑞士召開日內瓦會議，商討朝鮮半島和印度支那問題，身為英國代表團團員的艾惕思也有參與。此前，北韓與南韓於1953年7月簽署停戰協定，為持續三年的韓戰寫上休止符；至於在越南方面，法國殖民地當局由1946年起與由胡志明領導的越盟爆發第一次印度支那戰爭，而1954年3月奠邊府戰役爆發後，法國更在越盟步步進逼下節節敗退，急欲撤出越南。在這個背景下，法國並不希望朝鮮問題拖累其撤出越南的計劃，而另一方面英國也不願越南問題波及其在東南亞殖民地的利益，因此兩國在會議期間都不支持由南韓一方提出的統一方案，避免引起共產主義陣營的強烈反彈，以尋求儘早解決印度支那問題。艾惕思在1954年6月的內部分析也指出，英國「如果實際上犧牲我們初生可憐的韓國，換取在印度支那達成和解，這將會是值得的」。結果，日內瓦會議成功為越南促成停戰協定，並達成法國撤出越南和把越南臨時分為北越和南越等共識，會議也為南北越統一訂下一個方案；相反，會議最終卻無法為兩韓統一達成任何協議。
除了就印度支那問題達成協議，日內瓦會議也為中英關係改善帶來契機；會議期間，時任外相艾登在日內瓦會見中國外交部部長周恩來，促成兩國於1954年6月11日公佈中方同意在倫敦派駐代辦，而英方自1950年起派駐北京的代辦，也正式獲得中方承認。隨著中英關係改善，艾惕思的職級於1954年9月獲擢升為第六級主任，並於同月第二度被派往北京，出任英國駐華代辦處參贊兼總領事，任內曾於1956年署任代辦一職，以及於同一年獲資助學習中文。艾惕思在華前後三年，到1957年8月才奉調返回英國，出任外交部南方司司長，任內於1959年獲英廷頒授CMG勳銜。

#### 升任大使
1960年1月，艾惕思奉派到老撾萬象出任英國駐老撾大使，同年2月起兼任總領事一職，任內他見證印度支那地區陷於紛亂局面，南北越雙方除了未能就統一問題達成共識，在1955年全面展開越戰外，他身處的老撾也因為胡志明領導的北越介入，自1953年起爆發由該國共產主義組織巴特寮向老撾王國發動的老撾內戰。他在老撾任職期間，一班中立軍人更於1960年8月在首都萬象發動軍事政變，推翻親美右翼政府，其後由中立派領袖梭發那·富馬親王出任首相，負責籌組由左、中、右三派組成的聯合政府。事件中，艾惕思認為梭發那過去聲望較佳，美國應給予全面支持，才能穩住局勢；結果他不理會美國的顧慮，率先成功促使英政府表態承認中立派領袖梭發那籌建的政府；他後來曾私下指出，如果當時意見不獲接納，更會提出辭呈。不過，梭發那旋於同年12月被中立軍人推翻，隨後親美的右派軍事領袖富米·諾薩萬反攻，成功擊退萬象的中立軍人，結束軍事政變。

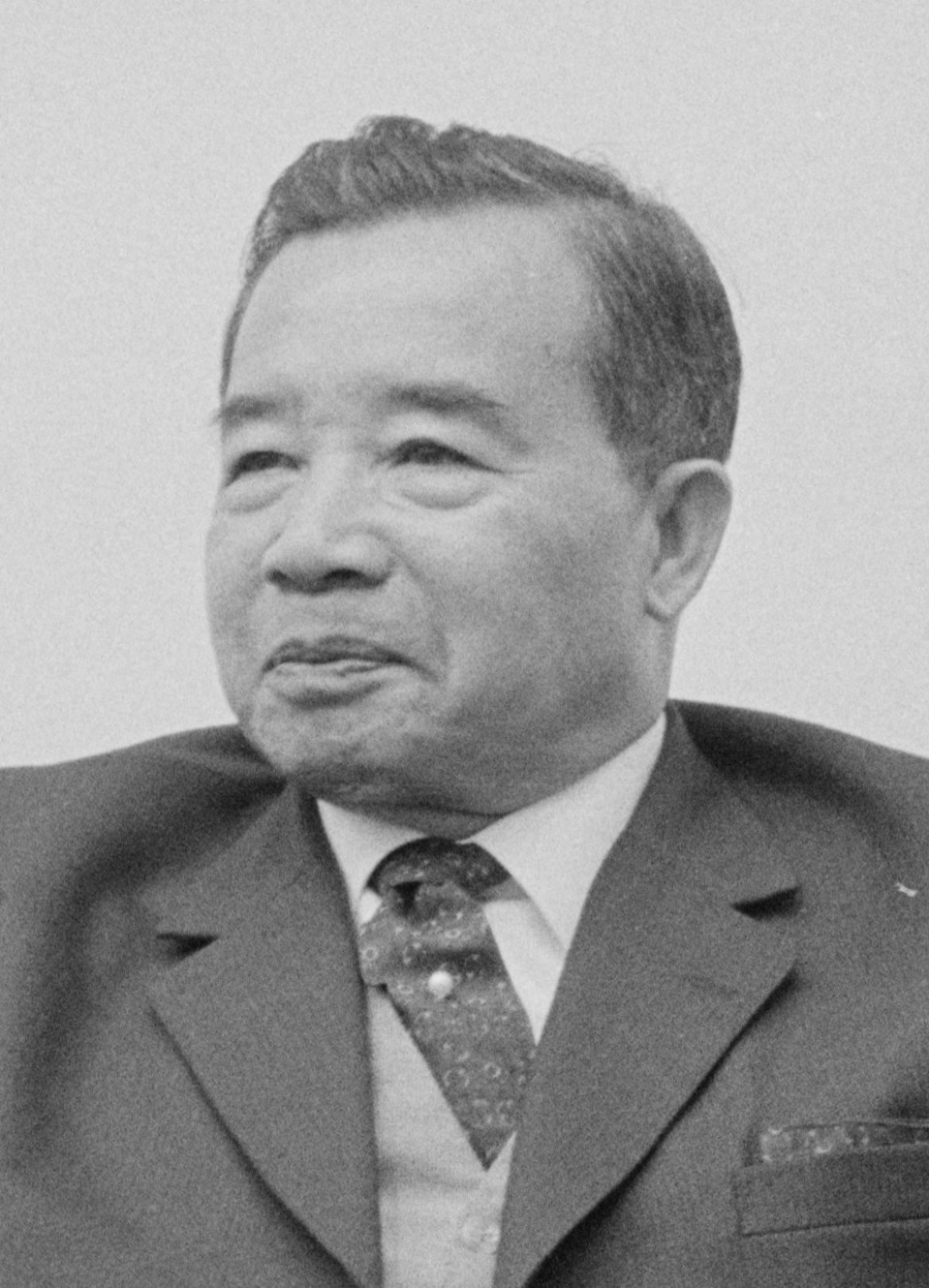
艾惕思認為老撾中立派領袖梭發那·富馬親王（圖）最能夠穩住當地局勢，認為應向他給予支持

華府一直希望把老撾培植成為對抗北越的反共基地，但艾惕思認為美國愈是要強行在老撾建立親美或反共政權，就只會更容易被巴特寮和北越推翻；相反，他指出在老撾建立中立政府，對老撾本身和西方國家最為有益。軍事政變結束後，各方在美蘇等多國介入下展開多次談判，而當時新任美國總統甘迺迪在1961年1月上台後，華府開始對富米連番軍事行動失利感到憂慮，加上富米難於駕馭和合作，逐漸促使美國轉而支持由中立派成立聯合政府的建議，但美方始終對中立派的中立性存疑，又認為艾惕思對右翼的富米存有偏見。雖然如此，美國後來因為富米不願聽從建議組織三方聯合政府，決定中斷對富米的軍事和財政援助。到1962年5月，巴特寮與北越違反1961年5月達成的停火協議，攻克富米位於老撾西北部軍事重鎮南塔，標誌著執政右翼政府失勢。
事後，艾惕思聯同美國大使溫思羅普·G·布朗（Winthrop G. Brown）和法國大使皮埃爾·法萊茲（Pierre Falaize）說服老撾右翼政府暫緩向聯合國安全理事會提出申訴的行動，以免局勢一旦惡化會影響當地成立聯合政府的可能。各方經談判後，最終由梭發那·富馬於1962年6月再一次籌組三方聯合政府。然而，聯合政府內部很快就因為軍隊整合問題陷入不和，內戰迅即於翌年重燃，更使老撾進一步捲入越戰的漩渦之中。連串事件促使北越、蘇聯和美國等國深入介入老撾內戰，不單使老撾局勢升級，也使老撾成為越南以外冷戰時期另一個資本主義與共產主義陣營較勁角力的地方。艾惕思任內就老撾和越南問題與美方出現分歧，使其意見變得不受歡迎；而他卸任後於1964年撰寫的私人函件中，則對於1962年籌組的聯合政府未能為老撾帶來持久的和平，感到惋惜。
艾惕思在萬象任職僅兩年，便於1962年9月以哈佛大學國際事務中心院士身份，獲英政府補送到美國深造。本身熟悉遠東和印度支那地區事務的他，一心希望能夠應用自己的第一身外交經驗與美國學者展開交流，然而，由於他的觀點不入美國社會主流，對他構成一定的困擾。他在美國深造期間也曾經展開有關中印邊界問題的研究，並於1963年出版《中印邊界問題》（The India-China Border Question）一書，儘管研究是經過深入有力和詳細的分析，而且研究範疇也絕不是與國際局勢毫不相干，但作品始終未能在哈佛中心引起重視。
1963年8月，失意於哈佛中心的艾惕思重返外交部，到菲律賓馬尼拉出任英國駐菲律賓大使，相比起老撾，艾惕思在那裡渡過了平和的七年；在任內，他沒有把自己的活動範圍局限於首都和周邊地區，相反，他熱衷於走訪菲律賓各個島嶼，四出訪問、出席地方活動和發表演說，負責推進英國在當地的利益。他不單止在菲律賓廣交好友，更差不多把那裡視作自己的第二個家。到1970年，在外多年的艾惕思獲調回英國倫敦，於帝國國防學院（同年改稱皇家國防學院）出任高級民事講師。

#### 駐華大使
艾惕思熱愛中國，曾經說過中國是值得「一個人要麼獻出一生、要麼就離開的國家」（"This is a country to which one should devote one's life or go away"）；可是，自從他第一次出仕中國以後，他的「中國通」身份卻成為他仕途的絆腳石，外交部內某些高層對他的中國背景懷有偏見，某程度也導致他的仕途有一段長時間未能再更上一層。另一方面，自文化大革命在1966年爆發後，中英關係原本因為1967年的香港左派暴動和同年在北京發生的火燒英國代辦處事件而陷入低潮，儘管後來事件平息，但兩國關係一度停滯不前。直到後來中共對西方國家釋出善意，而中國與美國透過1971年展開的「乒乓外交」與美國總統尼克遜於1972年2月歷史性訪華，也使中國與西方的關係出現改善。1971年10月，中共正式取代中華民國成為聯合國常任理事國之一，且成為中國在聯合國內的唯一代表；同月，中英雙方隨即達成協議在1972年3月正式建立大使級外交關係，實行互派大使，艾惕思遂獲外交部選定接替譚森出任英國駐華代辦，以候任大使一職。1972年1月，第三度出仕中國的艾惕思抵華履任代辦一職，同年3月13日，他終於達成多年來的心願，正式過渡成為首任英國駐中華人民共和國大使。
就任駐華大使後，艾惕思見證中英關係的不斷改善，他除了安排保守黨籍外交部政務次官羅義爾（Anthony Royle）於1972年6月訪華，會見中國外交部部長姬鵬飛等人外，同年10月再進一步安排時任外交大臣何謨爵士到北京會見姬鵬飛等人，標誌著兩國關係重上軌道。隨著中英關係的改善，兩國也在香港前途問題上取得一定的默契。1972年初，中國常駐聯合國代表黃華致函聯合國非殖化特別委員會，要求將香港和澳門剔出殖民地名單。建議隨後於同年6月15日獲委員會通過，並轉交聯合國大會表決。該名單所包括的地方，均屬聯合國認為應該實行非殖民地化，最終邁向獨立的殖民地。有關行動反映中共不承認香港和澳門的殖民地身份，然而，當時的英國保守黨政府主張對華友好，結果身為常任理事國之一的英國，沒有在聯合國大會行使其否決權，讓建議在1972年11月8日獲得大會批准。英方連番友好舉動，反映出英方也同意透過外交手段，而非對待殖民地的一貫方法，來處理香港問題。
此後，艾惕思在任內推動了一系列的中英交流活動，當中包括促成中國對外貿易部部長白相國於1973年1月率領龐大貿易代表團到訪英國，以及在同年3月由貿工大臣彼得·沃克主持在北京揭幕的英國大型工業技術展覽會。該次展覽會有超過350家英國企業參展，展出包括航空、機械和電子等領域的產品，是外國歷來在北京舉辦最大型的商業展覽會。1973年6月，中國外交部部長姬鵬飛出訪英國，促成時任保守黨籍首相希思卸任後於翌年5月以保守黨黨魁身份，前往中國拜會中共領導人毛澤東等人。在文化交流方面，艾惕思在英國文化協會協助下，成功安排倫敦愛樂樂團於1973年3月到北京演出，是新中國成立後首次有非共產主義國家的管弦樂團訪華演出。此外，經艾惕思的構思和建議，皇家美術學院後來還於1973年底到1974年初在倫敦伯林頓府會址舉辦中國文物展覽會，展出上至史前時期、下至元朝的青銅器和瓷器等385件文物，全部都是由中方過去數年在考古發掘工作中出土。該次展覽會也是皇家美術學院自1935年至1936年以來首次舉辦中國文物展，惟展覽會舉辦的時候，艾惕思已先於1974年6月退休卸任，而駐華大使一職則由外交部助理次官尤德接替。為肯定他多年來在外交工作方面的表現，艾惕思在任駐華大使期間於1973年獲英廷頒授KCMG勳銜，成為爵士。

### 古玩收藏
自少熱愛中國文化的艾惕思，早於20世紀四、五十年代在華從事外交工作時已愛上中國陶瓷等古玩，其中尤愛明代青花瓷。期間，他從坊間購入不少古代瓷器，又結交故宮博物院研究員陳萬里和馮先銘等中國古代陶瓷權威，開始對中國古代陶瓷展開深入的業餘學術研究。1957年在華任滿返回英國的時候，由於他展現出對中國文化的熱忱，再加上他的外交身份，因此他獲當局特別准許把重要的藏品帶回英國。此後，他多次在英國的《東方陶瓷學會學報》（Transactions of the Oriental Ceramic Society）發表有關中國古代陶瓷的文章，初期發表的文章主要以宋明紅釉等為題材。

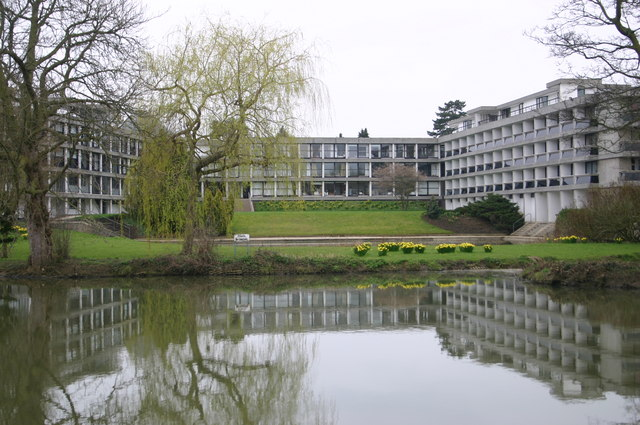
艾惕思於1975年當選牛津大學沃弗森學院（圖）當代中國研究高級研究院士，這讓他可以透過牛津大學院士的身份，在退休後繼續定期訪問中國

1963年至1970年任職駐菲律賓大使期間，艾惕思在空餘時候曾多次參與當地有關中國古瓷器的考古發掘工作，又記錄出土文物的資料，並促成在當地舉辦馬尼拉出口瓷器研討會。他認為，中國福建省德化縣在宋元時期是全國瓷器生產中心之一，且多作外銷，在菲律賓出土的不少德化瓷，即為佐證之一。菲律賓的考古發現，使他後來提出學界應該重點研究東南亞地區出土的中國古代外銷瓷器，認為有關研究對了解中國陶瓷史很有幫助。艾惕思在1970年卸任離開菲律賓後，仍不時重返當地，以了解當地考古工作的最新進展。
艾惕思在1972年至1974年出任駐華大使期間，正值中國與西方關係改善，這使他在任後期得以到訪中國境內不少窯址考察。1974年從外交部退休後，他旋於1975年當選牛津大學沃弗森學院當代中國研究高級研究院士，其後於1982年起改任編外院士。透過牛津大學院士的身份，他得以繼續定期訪問中國，歷年來他到過江西省景德鎮、福建省德化縣、泉州市和廈門等地的窯址和考古場地。當中，他對景德鎮瓷器特別感興趣，曾先後於1973年、1980年、1981年和1982年訪問當地，另外又與景德鎮陶瓷歷史專家劉新園就元明兩代景德鎮瓷器展開深入的學術交流。1982年11月，艾惕思還獲邀到上海擔任中國古代陶瓷科學技術國際討論會主席團成員，其後在11月25日到香港中文大學中國文化研究所總結討論會的經過。
另一方面，對中國古陶瓷具深入認識的艾惕思，退休後即於1974年至1977年出任英國的東方陶瓷學會會長，另外於1977年至1979年出任維多利亞與艾伯特博物館顧問理事會理事，以及在1977年分別獲委任為大英博物館信託人和大維德中國藝術基金會專家顧問理事會理事，與大英博物館東方古物部的關係特別密切。1978年和1979年，他先後出版《從年代可考墓穴出土的中國陶瓷》（Chinese Ceramics from Datable Tombs）和《艾惕思藏品的中國陶瓷》（Chinese Porcelain from the Addis Collection）兩本著作，其中後者介紹了他於1975年捐贈予大英博物館22件具高度藝術價值的明代景德鎮青花瓷。除了中國陶瓷，他生前還向大英博物館捐贈過其他古玩，其中包括兩件韓國李氏朝鮮時代的青花瓷碗等。

### 晚年生涯

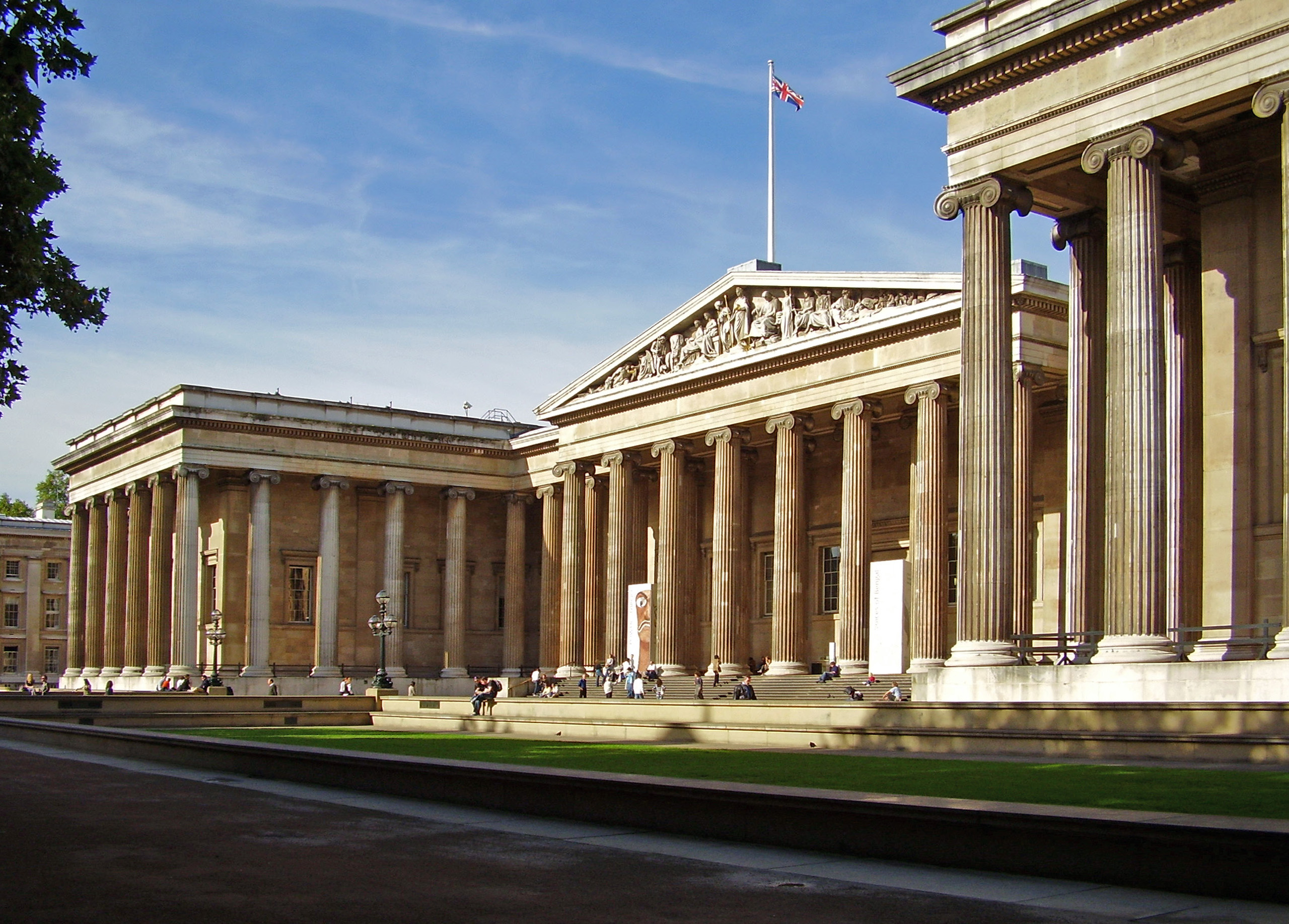
艾惕思生前於1975年把22件具高度藝術價值的明代景德鎮青花瓷捐贈予大英博物館（圖），身後更把遺下的中國古代陶瓷藏品盡數捐給該館

艾惕思退休後除了投放大部份時間到中國陶瓷以外，憑藉其外交背景和在華經歷，他在英國也獲分別委任為香港上海匯豐銀行董事、巴克萊國際銀行顧問和英中協會顧問等職。曾多次以私人身份到訪中國的他，還於1975年7月在北京獲時任中國外交部部長喬冠華接見。艾惕思在英國倫敦、倫敦市郊根德郡唐橋井（Tunbridge Wells）和牛津大學沃弗森學院三地都有居所，不過他到晚年始終醉心於研究中國陶瓷，並經常穿梭於中英兩國。然而，1983年6月，他把剛寫好的學術文章〈論景德鎮制瓷工藝的發展〉郵寄給遠在中國的劉新園校閱，惟後者未及回信，他卻於同年7月31日猝死於根德郡唐橋井，終年69歲。
根據生前訂立的遺囑，艾惕思身後把遺下的中國古代陶瓷藏品盡數捐給他生前擔任信託人的大英博物館，儘管他的中國陶瓷藏品數量不算龐大，但全部都是精選，當中又以15世紀的明代青花瓷為主。此外，他生前收藏的一批古代中式傢俱和其他中式衣服藏品，則在身後捐給他曾任職於顧問理事會的維多利亞與艾伯特博物館。艾惕思生前也有一批伊斯蘭藝術品，這批藏品後來遺贈予大英博物館，促成館方於1989年開設命名為「艾惕思展覽廳」（The John Addis Gallery）的伊斯蘭藝術品常設展廳。至於有關艾惕思生前的私人資料和相關文獻，現存放於倫敦大學亞非學院供人研究和查閱。

## 個人生活
艾惕思信奉基督教，終身不娶的他無兒無女，收藏中國陶瓷等古玩成為他的最大興趣，他除了是英國的東方陶瓷學會會員，還於1974年至1977年出任該會會長。艾惕思也喜愛彈鋼琴和園藝，他尤愛栽種來自中國的杜鵑花屬，並且是皇家園藝學會會員。此外，艾惕思生前有三個習慣，其一是每天必定會花半小時閱讀《聖經》和珍·奧斯汀的《簡·愛》；其二是他認為室外新鮮空氣有益健康，所以無論身在何方，例如在寒冬時的北京抑或是炎夏時的萬象，他總會打開辦公室的窗戶保持空氣流通；其三是每天五時正，他必定會放下工作，花時間散步或打網球，作為保持健康的方法。艾惕思生前是倫敦紳士會所布德爾會（Boodle's）會員。

## 部份著作

### 出版書籍
- The India-China Bborder Question. Cambridge, Mass.: Harvard University, 1963. 
  - （直譯：《中印邊界問題》。麻省劍橋：哈佛大學，1963年。）
- Chinese Ceramics from Datable Tombs. London: Sotheby Parke Bernet Publications, 1978. ISBN 978-0-85667-039-8
  - （直譯：《從年代可考的墓穴出土的中國陶瓷》。倫敦：蘇富比·帕克·貝內出版社，1978年。）
- Chinese Porcelain from the Addis Collection. London: British Museum Publications, 1979. ISBN 978-0-71411-410-1
  - （直譯：《艾惕思藏品的中國陶瓷》。倫敦：大英博物館出版社，1979年。）
- "Indochina: An Arena of Conflict", in Michael Leifer (ed.), The Balance of Power in East Asia. New York: St. Martin's Press, 1986, pp. 97-106. ISBN 978-0-31206-588-1
  - （直譯：《印度支那：衝突的角力場》，邁克爾·萊費爾主編，《東亞的權力平衡》。紐約：聖馬丁出版社，1986年，頁97至106。）

### 學報文章
- "A Group of Underglaze Red", Transactions of the Oriental Ceramic Society Vol. 31. London: The Oriental Ceramic Society, 1957-59, pp.15-38. 
  - （直譯：〈一批紅釉〉，《東方陶瓷學會學報》第31期。倫敦：東方陶瓷學會，1957年至1959年，頁15至38。）
- "A Group of Underglaze Red; a Postcript", Transactions of the Oriental Ceramic Society Vol. 36. London: The Oriental Ceramic Society, 1964-66, pp.89-102. 
  - （直譯：〈一批紅釉：後記〉，《東方陶瓷學會學報》第36期。倫敦：東方陶瓷學會，1964年至1966年，頁89至102。）
- "Chinese Porcelain found in the Phillippines", Transactions of the Oriental Ceramic Society Vol. 37. London: The Oriental Ceramic Society, 1967-69, pp.17-36. 
  - （直譯：〈菲律賓出土的中國瓷器〉，《東方陶瓷學會學報》第37期。倫敦：東方陶瓷學會，1967年至1969年，頁17至36。）
- "Hung Wu and Yung Lo White" and "A Visit to Chingte Chen", Transactions of the Oriental Ceramic Society Vol. 41. London: The Oriental Ceramic Society, 1975-77, pp.35-45. 
  - （直譯：〈洪武和永樂白釉〉及〈訪景德鎮〉，《東方陶瓷學會學報》第41期。倫敦：東方陶瓷學會，1975年至1977年，頁35至45。）
- "Porcelain Stone and Kaolin: Late Yuan Developments", Transactions of the Oriental Ceramic Society Vol. 45. London: The Oriental Ceramic Society, 1980-81, pp.54-66. 
  - （直譯：〈瓷石和高嶺土：元代晚期發展〉，《東方陶瓷學會學報》第45期。倫敦：東方陶瓷學會，1980年至1981年，頁54至66。）

## 榮譽

### 殊勳
- 以下列出榮譽全稱及縮寫：^ 
  - 聖米迦勒及聖喬治同胞勳章（C.M.G.） （1959年元旦授勳名單[16]）
  - 聖米迦勒及聖喬治爵級司令勳章（K.C.M.G.） （1973年元旦授勳名單[44]）

### 頭銜
- 艾惕思先生 （John Addis, Esq，1914年6月11日－1959年1月）
- 艾惕思先生，CMG （John Addis, CMG，1959年1月－1973年1月）
- 艾惕思爵士，KCMG（Sir John Addis, KCMG，1973年1月－1983年7月31日）

### 以他命名的事物
- 艾惕思展覽廳（The John Addis Gallery）：位於英國倫敦大英博物館內的伊斯蘭藝術品常設展廳。[56]

## 注腳
1. ↑  "Births Jun 1914: John M. Addis" (retrieved on 31 July 2014)
2. 1 2 3 4 5 6 7 8  "ADDIS, Sir John (Mansfield)" (1996)
3. 1 2  "ADDIS, Sir Charles (Stewart)" (1996)
4. 1 2 3  "Genealogy Data: McIsaac, Elisabeth Jane (EBA)" (retrieved on 13 August 2014)
5. 1 2 3 4 5 6 7 8 9 10  "Addis, Sir John Mansfield" (retrieved on 31 July 2014)
6. ↑  "Sir William Addis, KBE, CMG, (1953-1957)" (May 2011)
7. ↑  "Addis, Robina (1900-1986)" (retrieved on 31 July 2014)
8. ↑  Berlin and Hardy, p.335.
9. ↑  Wright (2010)
10. 1 2 3 4 5 6 7 8 9 10 11 12 13 14 15 16 17  "Obituary: Sir John Addis, Former Ambassador to China" (2 August 1983)
11. 1 2 3 4 5 6 7 8 9 10 11 12 13  The Foreign Office List and Diplomatic and Consular Year Book (1963), p.107.
12. 1 2 3 4  張琼（2005年），頁58至62。
13. 1 2 3 4  "The Geneva Accords of 1954" (retrieved on 31 July 2014)
14. 1 2  Lee (2001), p.113.
15. ↑  Lee (2001), p.114.
16. 1 2  "Supplement to Issue 41589 （页面存档备份，存于）", London Gazette, 30 December 1958, p.5.
17. ↑  "Laos and Cambodia" (retrieved on 31 July 2014)
18. ↑  Hydrick (2003), p.xiii.
19. ↑  Dommen (2001), p.399.
20. 1 2  Brown (2001), p.48
21. ↑  Hydrick (2003), p.xvii.
22. 1 2 3  Tarling (2013)
23. ↑  Hydrick (2003), p.xviii.
24. ↑  Rust (2014), p.79.
25. ↑  Dommen (2001), p.448.
26. ↑  Dommen (2001), p.449.
27. 1 2  Dommen (2001), p.451.
28. ↑  Hydrick (2003), p.xx.
29. ↑  Rust (2014), p.131.
30. ↑  Dommen (2001), p.452.
31. 1 2 3  Sanger (1995), p.386
32. ↑  Parris and Bryson (2010)
33. 1 2  〈中英建交始末：從「半建交」到「大使級」 〉（2014年7月31日）
34. 1 2 3 4 5 6 7 8  張連興（2007年6月），頁312至313。
35. ↑  〈英新任駐華代辦艾惕思到達北京〉（1972年1月26日）
36. ↑  〈姬外長會見英外次〉（1972年6月5日）
37. 1 2 3 4 5  黎麗（2012年）
38. 1 2  "House of Commons Debates: China (Secretary of State's Visit)" (9 April 1973), cc.923-924
39. ↑  Jacobs (1975), p.28.
40. 1 2  "Chinese Exhibition" (27 September 1973), pp.772-773.
41. 1 2  Cheng (1981), p.1.
42. 1 2 3 4 5 6 7 8 9 10 11 12  "Obituary: Sir John Addis, K.C.M.G." (1982-1983), pp.9-10.
43. ↑  〈英大使離任回國〉（1974年6月18日）
44. 1 2  "Supplement to Issue 45860 （页面存档备份，存于）", London Gazette, 29 December 1972, p.4.
45. ↑  Kerr (10 March 2010)
46. 1 2 3  徐本章（2012年9月16日）
47. 1 2  〈前英國駐華大使艾惕思在中大演講〉（1982年11月26日）
48. ↑  〈英駐中國大使艾惕恩經港赴岷〉（1972年12月22日）
49. ↑  〈英國前駐華大使艾惕恩訪問廈門〉（1980年8月3日）
50. 1 2 3  劉新園（1987年），頁43至46。
51. 1 2  "Sir John Addis" (8 August 1983)
52. ↑  "Sir John M Addis (Biographical details)" (retrieved on 31 July 2014)
53. ↑  Portal (1995), p.41.
54. ↑  〈喬冠華外長會見英前大使艾惕思〉（1975年7月12日）
55. ↑  "England & Wales deaths 1837-2007" (retrieved on 31 July 2014)
56. 1 2  Bulletin Vols. 60-62 (1989), p.21.
57. 1 2 3  Warner (1963), p.216.
58. 1 2 3  Brown (2001), p.35.
59. ↑  Brown (2001), p.67.
60. ↑  Connolly and Pragnell (1975), p.8.

### 英文資料
- Warner, Denis, The Last Confucian: Vietnam, South-East Asia, and the West. New York, Macmillan, 1963.
- The Foreign Office List and Diplomatic and Consular Year Book. Great Britain: Harrison and Sons, 1963.
- "House of Commons Debates: China (Secretary of State's Visit) （页面存档备份，存于）", Hansard Vol 854, 9 April 1973.
- "Chinese Exhibition （页面存档备份，存于）", New Scientist Vol. 59, No. 865. London: Reed Business Information, 27 September 1973, pp.772-773.
- Jacobs, Arthur, British Music Yearbook. London: Bowker, 1975.
- Connolly, Margaret, and, Pragnell, Mervyn O., The International Yearbook and Statesman's Who's Who. Bowker British Library Kickout, 1975.
- Cheng, Te-K'un, "Some new discoveries in Prehistoric and Shang China", Science in Traditional China: A Comparative Perspective. Cambridge, Mass.: Harvard University Press, 1981. ISBN 978-0-67479-438-2
- "Obituary: Sir John Addis, Former Ambassador to China", The Times, 2 August 1983, p.12.
- "Sir John Addis", The Times, 8 August 1983, p.10.
- "Obituary: Sir John Addis, K.C.M.G.", Transactions of the Oriental Ceramic Society Vol. 47. London: The Oriental Ceramic Society, 1982-83, pp.9-10.
- Bulletin Vols. 60-62. London: British Museum Society, 1989.
- Portal, Jane, "The Origins of the British Museum's Korean Collection", Transactions of the Royal Asiatic Society, Korea Branch Vol. 70. Seoul: The Royal Asiatic Society, Korea Branch, 1995, pp.37-52.
- Sanger, Clyde, Malcolm MacDonald: Bringing an End to Empire （页面存档备份，存于）. Montreal: McGill-Queen's University Press, 1995. ISBN 978-0-77356-539-5
- "ADDIS, Sir Charles (Stewart)", Who was Who. London: A. & C. Black, 1996.
- "ADDIS, Sir John (Mansfield)", Who was Who. London: A. & C. Black, 1996.
- Lee, Steven Hugh, The Korean War. Harlow, England: Longman, 2001. ISBN 978-0-58231-988-2
- Brown, Mervyn, War in Shangri-La: A Memoir of Civil War in Laos （页面存档备份，存于）. London: Radcliffe Press, 2001. ISBN 978-1-86064-735-2
- Dommen, Arthur J., The Indochinese Experience of the French and the Americans: nationalism and communism in Cambodia, Laos, and Vietnam. Bloomington: Indiana University Press, 2001.
- Compiled by Hydrick, Blair D., A Guide to the Microfilm Edition of Confidential U.S. State Department Central Files: Laos 1960-January 1963 -Internal Affairs and Foreign Affairs. LexisNexis, 2003.
- Berlin, Isaiah, and, Hardy, Henry, Letters, 1928-1946 （页面存档备份，存于）. Cambridge: Cambridge University Press, 2004. ISBN 978-0-52183-368-4
- Parris, Matthew, and, Bryson, Andrew, Parting Shots （页面存档备份，存于）. London: Viking, 2010. ISBN 978-0-67091-928-4
- Wright, Patrick, Passport to Peking: A Very British Mission to Mao's China. Oxford: Oxford University Press, 2010. ISBN 978-0-19161-266-4
- Kerr, Rose, "Chinese Export Ceramics for the Southeast Asian Market in the Victoria & Albert Museum", Annual William Willetts Lecture 2010, 10 March 2010.
- "Sir William Addis, KBE, CMG, (1953-1957) （页面存档备份，存于）", The Seychelles National Archives, May 2011.
- Tarling, Nicholas, Status and Security in Southeast Asian States. Abingdon, Oxfordshire: Routledge, 2013. ISBN 978-0-41553-211-2
- Rust, William J., So Much to Lose: John F. Kennedy and American Policy in Laos. Lexington, Kentucky: University Press of Kentucky, 2014. ISBN 978-0-81314-476-4
- "Sir John M Addis (Biographical details) （页面存档备份，存于）", British Museum, retrieved on 31 July 2014.
- "Addis, Sir John Mansfield Archive.today的存檔，存档日期2014-08-08", Archives in London and the M25 area, retrieved on 31 July 2014.
- "Addis, Robina (1900-1986) （页面存档备份，存于）", Archives in London and the M25 area, retrieved on 31 July 2014.
- "England & Wales deaths 1837-2007 （页面存档备份，存于）", Genes Reunited, retrieved on 31 July 2014.
- "Births Jun 1914: John M. Addis Archive.today的存檔，存档日期2014-08-08", FreeBMD, retrieved on 31 July 2014.
- "The Geneva Accords of 1954", Alpha History, retrieved on 31 July 2014.
- "Laos and Cambodia", Alpha History, retrieved on 31 July 2014.
- "Genealogy Data: McIsaac, Elisabeth Jane (EBA)", Frank Thorburn's Family Pages, retrieved on 13 August 2014.

### 中文資料
- 〈英新任駐華代辦艾惕思到達北京〉，《大公報》第一張第一版，1972年1月26日。
- 〈姬外長會見英外次〉，《大公報》第一張第一版，1972年6月5日。
- 〈英駐中國大使艾惕恩經港赴岷〉，《大公報》第一張第四版，1972年12月22日。
- 〈英大使離任回國〉，《大公報》第一張第一版，1974年6月18日。
- 〈喬冠華外長會見英前大使艾惕思〉，《大公報》第一張第一版，1975年7月12日。
- 〈英國前駐華大使艾惕恩訪問廈門〉，《大公報》第一張第三版，1980年8月3日。
- 〈前英國駐華大使艾惕思在中大演講〉，《大公報》第二張第七版，1982年11月26日。
- 劉新園撰，〈我和約翰·艾惕思 （页面存档备份，存于）〉，《文物天地》第一期。北京：文物出版社，1987年，頁43至46。
- 張琼撰，〈新中國的半外交關係〉，《世界知識》2005年01期。北京：世界知識出版社，2005年，頁58至62。
- 張連興著，《香港二十八總督》。北京：朝華出版社，2007年6月。ISBN 978-7-50541-743-4
- 黎麗撰，〈（二）冷戰格局鬆動的年代[永久]〉，《風兮雨兮樹青青——中英建交40週年簡記》，2012年。
- 徐本章整理，〈英國前駐華大使艾惕思談宋元時期德化窰瓷器的外銷〉，《中國人民政治協商會議德化縣委員會》，2012年9月16日。
- 〈中英建交始末：從「半建交」到「大使級」 （页面存档备份，存于） 〉，《新浪網》，2014年7月31日。

## 延伸閱讀
- Introduced by Addis, Sir John, Exhibition of Chinese Blue and White Porcelain and related Underglaze Red. Hong Kong: Oriental Ceramic Society, 1975.
  - （中文版：艾迭思爵士前言，《中國青花瓷器展覽及同類型的釉裡紅》。香港：香港東方陶瓷學會，1975年。）
- Gray, Basil, "Chinese porcelain of the Fourteenth and Fifteenth Century and the John Addis Gift" in Collectors & Collections, the British Museum Yearbook 2. London: British Museum, 1977. ISBN 978-0-71410-056-2
  - （直譯：加里·巴茲爾著，〈14及15世紀的中國陶瓷與艾惕思捐贈的藏品〉，收錄於《大英博物館年鑑2：收藏家與藏品》。倫敦：大英博物館，1977年。）

## 外部連結
- Addis family of Woodside （页面存档备份，存于）, Landed families of Britain and Ireland

| 外交職務            | 外交職務                            | 外交職務            |
| ------------------- | ----------------------------------- | ------------------- |
| 前任： 安東尼·林肯  | 英國駐老撾大使 1960年1月－1962年8月 | 繼任： 霍普森       |
| 前任： 約翰·皮爾徹  | 英國駐菲律賓大使 1963年8月－1970年  | 繼任： 約翰·柯爾    |
| 前任： 譚森         | 英國駐華代辦 1972年1月－1972年3月   | 繼任： 英國駐華大使 |
| 前任： 英國駐華代辦 | 英國駐華大使 1972年3月－1974年6月   | 繼任： 尤德         |